# Дюбуа, Реми
Реми Луи Станисла Флоранс Дюбуа (фр. Rémi Louis Stanislas Florence Dubois; 1768–1807) — французский военный деятель, командир батальона (1 год), участник революционных и наполеоновских войн.

## Биография
Начал военную службу 20 декабря 1786 года канониром в Безансонском артиллерийском полку (будущий 3-й полк конной артиллерии). 15 сентября 1791 года стал фурьером, 1 июня 1792 года – сержантом. С 1792 по 1794 годы служил в Северной и Мозельской армиях. 15 апреля 1793 года повышен до лейтенанта и зачислен в 1-й полк пешей артиллерии. 30 ноября 1793 года он одним из первых проник на позиции пруссаков у Кайзерслаутерна, потерял двух коней, убитых под ним, и был ранен картечью в левое бедро. Прямо на поле боя был произведён в капитаны и возглавил 3-ю роту лёгкой артиллерии. 9 марта 1794 года уже в звании командира эскадрона получил задание правительства организовать 6-й полк конной артиллерии. За эту деятельность заслужил поздравления правительства. После этого служил в Самбро-Маасской, Галло-батавской и Западной армиях. Его действия в боях 25 и 26 октября 1796 года заслужили ему высокую похвалу.
23 января 1804 года был переведён командиром батальона в 7-й полк пешей артиллерии, и служил в Брестском лагере под началом маршала Ожеро. 23 августа 1805 года возглавил артиллерию пехотной дивизии Дежардена 7-го армейского корпуса Великой Армии. Принимал участие в кампаниях 1805-07 годов. 31 марта 1807 года умер от болезни в Либштадте.

## Награды
Легионер ордена Почётного легиона (14 июня 1804 года)
 Офицер ордена Почётного легиона (3 марта 1807 года)